# Francisco de Assis Mascarenhas
Dom Francisco de Assis Mascarenhas, sexto conde de Palma e marquês de São João da Palma, (Lisboa, 30 de setembro de 1779 — 6 de março de 1843) foi um administrador colonial português e também político brasileiro.
Foi conselheiro de estado, senador do Império do Brasil de 1826 a 1843 e governador das capitanias de Goiás, Minas Gerais e São Paulo.
"Português, natural de Lisboa, filho de José de Assis Mascarenhas Castelo Branco da Costa Lancastre, 4° conde de Sabugal, senhor dos paços de Sabugal e de Palmas, 9° alcaide-mor de Óbidos e Selir, descendente de um ramo da Casa Real de Bragança." 